# Animoca Brands
Animoca Brands Corporation är ett spelprogramvaruföretag och riskkapitalbolag som grundades av Yat Siu 2014 och baserat i Hong Kong. Företaget utvecklar och säljer spel och appar som är gratis att spela. Fokus ligger på licensiering av kända varumärken, blockchain och artificiell intelligens.